# Мазурия
Мазурия или Мазу̀ри (на полски: Mazury; на немски: Masuren; на латински: Masuria) e историческа област в североизточна Полша между долината на Висла и границите с Русия и Беларус.
През 11 – 13 век Мазурия е територията Стара Прусия. Територията е прочута със своите езера.

## Личности от Мазурия
В Мазурия (Източна Прусия) са родени:
- Йохан Готфрид фон Хердер, философ,
- Зигфрид Ленц, писател
- Вилхелм Вин, нобелист за физика